# Nolidia
Nolidia is een geslacht van vlinders van de familie visstaartjes (Nolidae), uit de onderfamilie Nolinae.

## Soorten
- N. carolina van Son, 1933
- N. carolinae van Son, 1933
- N. unipuncta van Son, 1933